# Tamara Korpatsch
Tamara Korpatsch (Hamburgo, 12 de mayo de 1995) es una jugadora de tenis alemana.
Korpatsch ha ganado un título WTA en individual además 7 títulos individuales en el ITF. En octubre de 2023, alcanzó su mejor ranking individual la cual fue la número 71 del mundo. El marzo de 2022, alcanzó el puesto número 291 del mundo en el ranking de dobles.
Korpatsch hizo debut WTA en dobles en el Ladies Championship Gstaad 2016, asociándose Ekaterina Yashina.
Ella debut en la WTA en individual en el Porsche Tennis Grand Prix 2017, luego de ganar sus tres partidos de clasificación.
Korpatsch hizo debut en Grand Slam en individual en el Torneo de Roland Garros 2020.

## Títulos WTA (1; 1+0)

### Individual (1)
| Leyenda                    |
| -------------------------- |
| Grand Slam (0)             |
| Juegos Olímpicos (0)       |
| WTA Tour Championships (0) |
| WTA 1000 (0)               |
| WTA 500 (0)                |
| WTA 250 (1)                |

| N.º | Fecha                 | Torneo      | Superficie | Oponente en la final | Resultado |
| 1.  | 22 de octubre de 2023 | Cluj-Napoca | Dura       | Elena-Gabriela Ruse  | 6-3, 6-4  |

### Dobles (0)
| Leyenda                    |
| -------------------------- |
| Grand Slam (0)             |
| Juegos Olímpicos (0)       |
| WTA Tour Championships (0) |
| WTA 1000 (0)               |
| WTA 500 (0)                |
| WTA 250 (0)                |

#### Finalista (1)
| N.º | Fecha               | Torneos  | Superficie    | Pareja         | Oponentes en la final            | Resultado |
| --- | ------------------- | -------- | ------------- | -------------- | -------------------------------- | --------- |
| 1.  | 17 de julio de 2021 | Budapest | Tierra batida | Aliona Bolsova | Mihaela Buzărnescu Fanny Stollár | 4-6, 4-6  |

## Títulos WTA 125s

### Individual (1–1)
| Resultado | Fecha                    | Torneo   | Superficie    | Oponente         | Puntaje             |
| --------- | ------------------------ | -------- | ------------- | ---------------- | ------------------- |
| Finalista | 3 de abril de 2022       | Marbella | Tierra batida | Mayar Sherif     | 6-7(1), 4-6         |
| Campeona  | 25 de septiembre de 2022 | Budapest | Tierra batida | Viktoriya Tomova | 7-6(3), 6-7(4), 6-0 |

## Títulos ITF

### Individual: 7
| Leyenda                         |
| ------------------------------- |
| $100,000 tournaments (0)        |
| $80,000 tournaments (1)         |
| $60,000 tournaments (1)         |
| $25,000 tournaments (4)         |
| $10,000/$15,000 tournaments (1) |

| Superficie en las finales |
| ------------------------- |
| Dura (0)                  |
| Tierra batida (7)         |
| Hierba (0)                |

| Fecha              | Torneo                   | Premio | Superficie    | Rival             | Resultado           |
| ------------------ | ------------------------ | ------ | ------------- | ----------------- | ------------------- |
| Septiembre de 2015 | Brno, Czech Republic     | 10.000 | Tierra batida | Vendula Žovincová | 4-6, 7-6(3), 7-6(3) |
| Junio de 2016      | Lenzerheide, Switzerland | 25.000 | Tierra batida | Dalila Jakupović  | 4-6, 6-4, 6-2       |
| Julio de 2016      | Darmstadt, Germany       | 25.000 | Tierra batida | Fiona Ferro       | 6-2, 6-2            |
| Julio de 2016      | Horb, Germany            | 25.000 | Tierra batida | Tereza Smitková   | 6-2, 6-1            |
| Julio de 2016      | Bad Saulgau, Germany     | 25.000 | Tierra batida | Jasmine Paolini   | 6-2, 6-3            |
| Agosto de 2017     | Hechingen, Germany       | 60.000 | Tierra batida | Deborah Chiesa    | 2-6, 7-6(5), 6-2    |
| Septiembre de 2018 | Biarritz, France         | 80.000 | Tierra batida | Timea Bacsinszky  | 6-2, 7-5            |